# Heino Falcke
Heino Falcke (né le 12 mai 1929 à Riesenburg, province de Prusse-Orientale, aujourd'hui en Pologne) est un pasteur et théologien protestant allemand, très engagé dans l’œcuménisme au niveau international. Il a été, au cours des décennies 1970 et 1980, l’un des principaux leaders des églises protestantes en RDA.

## Biographie

### Carrière
Après son Abitur obtenu à Seehausen (Saxe-Anhalt), Heino Falcke a étudié la théologie protestante de 1946 à 1951, à Berlin, Göttingen et Bâle, où il a été pendant quelque temps l'assistant étudiant de Karl Barth. En 1952, il rentre en RDA et passe son premier examen théologique à Halle-sur-Saale. Il est ensuite pasteur proposant à Salzwedel et passe son deuxième examen en décembre 1953 à Magdebourg. De 1954 à 1956, il est inspecteur d'études au séminaire de Wittemberg, puis de 1956 à 1958 assistant à l'Institut de théologie systématique de la Faculté de théologie de Rostock.
En 1958, il obtient son doctorat et en 1961 son habilitation universitaire à la faculté de théologie de l'université de Rostock. Malgré les offres de postes universitaires qui lui sont faites, il opte pour le travail ecclésial sur le terrain, et, qui plus est, en RDA, où il s'est volontairement réinstallé. Pour lui, « ce qui est décisif se passe dans les églises, pas dans les facultés ». Fidèle à cette conviction, il refuse de faire une carrière politique, et le poste d’évêque.
De 1958 à 1963, il est pasteur de la paroisse de Wegeleben.
De 1964 à 1973, Falcke est directeur du séminaire de Gnadau qui forme les pasteurs du district est-allemand de l'Église protestante de l'Union prussienne. De 1973 à 1994, il dirige en tant que prévôt (en allemand Propst.) le consistoire d’Erfurt de l'Église protestante de la province ecclésiastique de Saxe. 
Il poursuit son activité intellectuelle et militante après sa retraite officielle en 1994.

### Responsabilités ecclésiales et internationales
De 1974 à 1987, il est président du comité Église et société de la Fédération des Églises protestantes de la RDA, et depuis 1975 membre du comité du même nom auprès du Conseil œcuménique des Églises (COE) à Genève. 
Lors de la VIe Assemblée du COE en 1983 à Vancouver, il présente la motion pour la préparation du processus conciliaire pour la paix incluant toutes les Églises chrétiennes. À l'appui de cette proposition, il se réfère explicitement au pasteur Dietrich Bonhoeffer, qui avait proposé pour la première fois, en 1934, l'idée d'une conférence internationale de toutes les Églises chrétiennes pour la paix. Cette proposition débouche notamment sur la réunion de la Conférence des Églises européennes (KEK) de Bâle en 1989 et sur une réunion du COE à Séoul en 1990 sur « la justice, la paix et la sauvegarde de la création ». Il est ensuite vice-président du « Rassemblement œcuménique pour la justice, la paix et la sauvegarde de la création » en RDA qui fait suite à la conférence de Bâle de 1989.

## Travaux et engagements
Ses travaux portent sur deux thèmes de prédilection :
- l'existence chrétienne dans un État socialiste, et
- la garantie de la paix et la préservation de l'environnement.

### Sous le régime communiste
Revenu délibérément s’engager dans une église en butte aux persécutions d’un régime totalitaire, Heino Falcke prêche courageusement contre la militarisation du régime et l'enseignement de la défense dans les écoles, et il accompagne les objecteurs de conscience. Il défend les groupes écologistes de l'Église, qui sont attaqués par des organismes d'État et parfois même par les églises. 
Lors du synode des Églises protestantes en RDA (BEK) du 30 juin au 4 juillet 1972 à Dresde, le discours d’ouverture de Heino Falcke fait sensation.  Il a pour titre a conférence principale de Falcke « Christ libère - donc l’Église est là pour les autres » (Christ befreit - darum Kirche für andere). Dans ce discours, Le pasteur Falcke s'oppose à toute appropriation par l’État et lance un vibrant plaidoyer pour la liberté politique et la maturité sociale. Il utilise l'expression « l'espoir d'un socialisme amélioré » et parle de « solidarité critique » avec ce socialisme. Il cite trois domaines dans lesquels l'Église a une coresponsabilité politique pour l'amélioration du socialisme : 
1. la RDA est un État industriel qui produit de l'absence de liberté, que l'Église doit contribuer à surmonter ;
2. l'idéologie et la pratique socialiste en RDA doivent être examinées pour savoir si elles permettent la liberté de l'individu ;
3. la liberté de l'individu et la maturité du citoyen doivent être revendiquées et mises en pratique dans l'Église.

Le parti communiste (SED) tente par tous les moyens d'empêcher cette conférence. De nombreux représentants des églises de la RDA s'opposent également à l'exposé de Falcke et, sous la pression accrue de l'État, l'exposé n'est pas adopté comme document officiel du synode. Dans une campagne polémique, le discours est ensuite diffamé dans la presse d'État et la presse chrétienne de la RDA, et sa diffusion est vigoureusement combattue par le SED. Néanmoins, ou justement à cause de la manière dont le SED s'oppose à sa publication, le discours sur la liberté est largement diffusé, même en RDA, et des responsables d'Église plus âgés, comme les anciens évêques Johannes Jänicke et Günter Jacob, soutiennent Falcke. À la suite de cet exposé, Heino Falcke fut catalogué comme « individu ennemi-négatif », selon le jargon de la Stasi qui l’inscrivit dans son « processus opérationnel de surveillance (de) ». Il restera un critique éminent du régime.

### Après la réunification
En janvier 1997, il est l'un des premiers signataires de la « Déclaration d'Erfurt (de) », qui appelait à un changement de politique et de gouvernement en Allemagne sous le slogan « Debout pour une autre politique ». L'initiative appelle à une alliance du SPD, des Verts et du PDS (l’ancien parti communiste) pour proposer une alternative politique à la coalition libérale CDU-FDP du chancelier Helmut Kohl. Il faut pour cela passer par-dessus « le schéma du bien et du mal qui date de l'époque de la confrontation des systèmes ». 
Le 31 octobre 2008, le pasteur Falcke a également été le premier signataire (aux côtés de plusieurs personnalités) de l'appel « Paix avec le capital ? Un appel contre l'adaptation de l'Église protestante au pouvoir de l'économie ».

## Distinctions
- 1984: Doctorat honoris causa de l‘Université de Berne
- 2012: Doctorat honoris causa de l‘ Université de Siegen
- 2018: Ordre du Mérite de la République fédérale d'Allemagne 1re classe[8]

## Œuvres  (sélection)
Ses écrits théologiques ont inspiré plusieurs générations de pasteurs.  
- Mit Gott Schritt halten. Reden und Aufsätze eines Theologen in der DDR aus zwanzig Jahren. Wichern-Verlag, Berlin, 1986  (ISBN 9783889810243)
- Wo bleibt die Freiheit? Christ sein in Zeiten der Wende. Kreuz-Verlag, Freiburg 2009  (ISBN 978-3-7831-3408-7).
- Einmischungen. Aufsätze, Reden und Vorträge aus 40 Jahren. Hrsg. von Veronika Albrecht-Birkner u. Heinz-Günther Stobbe. Evangelische Verlagsanstalt, Leipzig 2014.